# Cappella della Madonna di Loreto (Salve)
La Cappella della Madonna di Loreto, nota anche come cappella della Madonna delle Fogge, è un edificio religioso extraurbano ubicato alla periferia di Salve (Lecce), nell'area delimitata tra la via che conduce alla frazione marina di Pescoluse e la strada statale 274. 

## Storia
La chiesetta viene edificata nel 1677 dalla Famiglia De Notaris in onore della Vergine di Loreto, su impulso e devozione dell'arciprete don Giuseppe Valentini. Costituisce, infatti, una copia pugliese della Santa Casa custodita all'interno del noto santuario della Madonna di Loreto. È probabile che, come già documentato per le repliche del sacello lauretano nell'area alpina, anche questa sia stata concepita con funzione apotropaica, quasi a demarcare il territorio contro le incursioni dei Turchi che più volte danneggiarono Salve e la Terra d'Otranto. L'ultimo assalto, d'altra parte, è attestato nel 1667, un decennio prima dell'edificazione della cappella.

## Interno
L'edificio è caratterizzato da una semplice pianta rettangolare voltata a botte cui si accede da un unico ingresso laterale posto sul fianco destro, rinforzato esternamente da tre massicci contrafforti e coronato da un campanile a vela. Il prospetto principale, chiuso da un profilo mistilineo a pseudo spioventi, presenta una finestra rettangolare, evidente riferimento alla finestra dell'Annuncio della Santa Casa del santuario marchigiano.  All'interno della chiesa sulla parete di fondo è collocato l'altare maggiore sormontata dalla nicchia con la statua della Vergine. La scultura, in pietra dipinta, costituisce una copia devozionale della statua venerata nel Santo Sacello databile alla seconda metà del XVII secolo. La Vergine, secondo la consueta iconografia lauretana, è raffigurata in posizione stante con la rituale dalmatica, impreziosita da un giro di tre collane con gemme. Sul lato sinistro emerge dal rigonfiamento della veste, Gesù Bambino con il globo nella mano destra. Entrambe le figure recano sul capo corone sul modello di quelle donate alla statua lauretana nel 1643 da Luigi XIII.